# Tarde em Itapoã
Tarde em Itapoã (in portoghese: Una sera a Itapoã) è una canzone composta da Toquinho e Vinícius de Moraes. Fu incisa per la prima volta nel 1971, dai due autori insieme a Marília Medalha, inserita nell'album Como dizia o poeta....
La canzone parla di una sera trascorsa a Itapoã, una spiaggia che si trova a Salvador de Bahia, città nota per aver dato i natali al compositore Dorival Caymmi.

## Storia e significato
L'origine di Tarde Em Itapoã risale al 1969 a Rio de Janeiro, quando Maria Bethânia, accompagnata da un'amica, anche lei di Bahia chiamata Gessy Gesse, entrò in un piccolo bar e trovò Vinicius de Moraes, che era solitario in un angolo, bevendo il suo whisky. Vinícius era reduce da una fine di uno dei suoi numerosi matrimoni. Bethânia presentò la sua amica a Vinicius e vide immediatamente il suo volto cambiare. Vinícius si innamorò di Gessy proprio in quel momento e disse: Ti sposerò e vivrò a Bahia. Ed è quello che ha fatto Vinicio.
Vinicius e Toquinho a quel tempo, avevano scritto insieme una sola canzone. Quando Toquinho vide il testo di Tarde em Itapuã, chiese a Vinicius di poter comporre la melodia. Vinicius, era un po' restio in quanto aveva chiesto a Dorival Caymmi per scrivere la melodia. Tuttavia, Dorival si dilungò per la realizzazione del testo. Nel frattempo Toquinho era riuscito ad avere una copia del testo, all'insaputa di Vinicius e iniziò a lavorare sulla canzone. Quando Toquinho mostrò il testo a Vinicius, quest'ultimo rimase sorpreso, in quanto non si era accorto che Toquinho gli aveva rubato il testo, mentre Dorival si stava prendendo il suo tempo per creare la melodia. In un primo tempo Vinicius trovò la melodia della canzone un po' strana, ma ascoltandola se ne innamorò e infine realizzarono il disco..